# Бейлі Джей
Бе́йлі Джей (англ. Bailey Jay; нар. 5 листопада 1988, Річмонд, Вірджинія) — американська транссексуальна порноакторка. Вона є співведучою подкасту «Бейлі Джей Радіо» з її фотографом Метью Тергьюном.

## Нагороди
- 2011 AVN Award — Transsexual Performer of the Year
- 2012 AVN Award — Transsexual Performer of the Year
- 2011 XBIZ Award номінація — Transsexual Performer of the Year
- 2012 XBIZ Award номінація — Transsexual Performer of the Year